# George Morrell
George Morrel (Glasgow, 1872 – ...) è stato un allenatore di calcio scozzese.
Le due più importanti squadre che ha allenato sono il Morton e l'Arsenal.

## Palmarès

### Allenatore

#### Competizioni regionali
- Renfrewshire Cup: 4

Morton: 1904-1905, 1905-1906, 1906-1907, 1907-1908